# Necròpolis de la Carroja
La necròpolis de la Carroja (popularment de sa Carrotja) és una necròpolis situada dins el nucli urbà de les Salines (Mallorca) que va estar en ús del segle vi aC, en època talaiòtica, fins al segle v dC. El jaciment és particularment important pel que fa a l'epigrafia i antroponímia mallorquina de l'antiguitat.
Està situat prop de l'entrada del poble arribant de Campos per la carretera, entre els carrers de Ramon Llull i de la Marina Gran, i ocupa una superfície de 120.000 m². Els enterraments, inhumació i d'incineració, es troben dispersos i excavats a la roca mare. Gairebé totes les tombes estan destruïdes o espoliades. Hom hi ha trobat restes de tipus lític, ceràmic, numismàtic, ossi, vitri i metàl·lic, generalment troballes casuals atès que la zona està parcel·lada i fins fa ben poc destinada a ús agrícola. Actualment hi ha làpides i altres troballes escampades arreu dels museus i dipòsits de Mallorca.
Es tracta d'una necròpolis d'època talaiòtica i posttalaiòtica associada al jaciment urbà de les Salines (situat a menys d'un quilòmetre, al centre de la vila), que sembla que després de la conquesta romana esdevengué un campament militar. Els nous pobladors continuaren d'enterrar a la necròpolis, que tengué una gran activitat durant els segles i aC i dC, moment en què apareixen les inscripcions en les tombes, que conformen un terç de tota l'epigrafia mallorquina antiga. Els enterraments es prolongaren fins al segle v, moment en què sembla que cessa l'activitat i s'abandona la necròpolis.
Pel que fa a les inscripcions, destaca que són força primerenques, car daten de pocs anys després de la conquesta. Entre els enterrats hi ha tant itàlics amb la ciutadania romana (destaquen els Antistis, els Pompeus, els Sergis i els Cecilis) com peregrins; entre aquests darrers sembla que, per l'antroponímia, una part són indígenes, però hom ha proposat també que hi pugui haver antropònims celtes. Una teoria que considera d'origen picè els primers colons romans establerts a Mallorca considera que les inscripcions de ciutadans romans es correspondrien amb itàlics del Picè i les de peregrins, més que no pas a indígenes, serien habitants de l'ager Gallicus de la regió al nord del Picè, de poblament gàl·lic. Reforça aquesta teoria que a la Carroja abunda una tipologia d'estela funerària amb representació d'una porta ditis que també és abundant a la regió d'Úmbria i del mateix Picè.
Actualment, l'ajuntament té un ambiciós projecte arqueològic que comporta l'excavació del jaciment urbà i la senyalització i protecció efectiva de la necròpolis.